# Paul Buhl
Paul Buhl (* 28. August 1881 in Klein-Tinz, Landkreis Breslau, Provinz Schlesien; † unbekannt, nach 1934) war ein deutscher Polizeibeamter.

## Laufbahn
Über seine frühe Laufbahn liegen keine Erkenntnisse vor. Wahrscheinlich gehörte er während der Weimarer Republik der Kriminalpolizei an, jedenfalls hatte er 1933 den Rang eines Kriminalrates inne.
1933 wurde Buhl in die Geheime Staatspolizei übernommen. Anfang 1934 ist er als Außendienstführer im Dezernat III Gd (Geheimdienstdezernat) des Geheimen Staatspolizeiamtes nachweisbar. Am 1. April 1934 wurde er zum Kriminaldirektor befördert und zum Leiter der Stapostelle Potsdam ernannt.
1935 wurde Buhl Leiter der Kripostelle Stettin.
Buhls Verbleib nach 1945 ist unklar: Als die Berliner Staatsanwaltschaft 1969/1970 nach ihm als Zeuge im Zusammenhang mit Ermittlungen wegen der Ermordung des Helmuth Unger im Jahr 1933 suchte, konnten weder sein Aufenthaltsort noch sein Todesdatum festgestellt werden. Lediglich die Angabe seines ehemaligen Kollegen Rudolf Braschwitz, dass er vor einigen Jahren in Süddeutschland verstorben sei, konnte erlangt werden.